# دانشگاه نیوکاسل (استرالیا)
دانشگاه نیوکاسل (به انگلیسی: University of Newcastle) به اختصار (UoN)، یک دانشگاه دولتی در استرالیا است که در سال ۱۹۶۵ تأسیس شد. این دانشگاه در، حومه نیوکاسل، درایالت نیو ساوت ولز قرار دارد. این دانشگاه همچنین پردیس‌هایی در سنترال کست، پورت مکوایر، سنگاپور و سیدنی دارد.
دانشکده پزشکی دانشگاه نیوکاسل (UMAT) سیستم یادگیری مسئله محور را برای دوره کارشناسی پزشکی و جراحی که برای استفاده توسط شورای پزشکی استرالیا در سراسر استرالیا مورد استفاده قرار می‌گیرد، اجرا کرده‌است. دانشکده پزشکی این دانشگاه تا به حال به‌طور گسترده‌ای توسط مدارس پزشکی مختلف در استرالیا به عنوان یک معیار پذیرفته شده‌است.
دانشگاه نیوکاسل عضو دانشگاه‌های استرالیا و انجمن پیشرفته دانشکده‌های انسانی است.

## رتبه‌بندی (رنکینگ)
طبق رتبه‌بندی QS در سال ۲۰۱۸، دانشگاه نیوکاسل در رده ۲۱۴مین دانشگاه برتر دنیا و ۱۰مین دانشگاه برتر استرالیا قرار دارد و طبق رتبه‌بندی تایمز در رده بین ۲۰۱ تا ۲۵۰ دانشگاه برتر دنیا و ۹مین دانشگاه برتر استرالیا قرار دارد.

## دانشکده‌ها
- دانشکده تجارت (بیزینس)
- دانشکده حقوق
- دانشکده آموزش و هنر
  - دانشکده صنایع خلاق
  - دانشکده آموزش
  - دانشکده علوم انسانی
- دانشکده مهندسی و ساخت محیط زیست
  - دانشکده معماری و ساخت محیط زیست
  - دانشکده مهندسی
  - دانشکده برق و رایانه
- دانشکده علوم پایه
  - دانشکده محیط زیست و علوم زندگی
  - دانشکده ریاضیات و فیزیک
  - دانشکده روان‌شناسی
- دانشکده علوم بهداشت
  - دانشکده علوم زیستی و داروسازی
  - دانشکده علوم بهداشتی
  - دانشکده پزشکی و بهداشت عمومی
  - دانشکده پرستاری و مامایی